# Zespół Elektrowni Wodnych Koronowo
Zespół Elektrowni Wodnych Koronowo – zespół dwudziestu elektrowni wodnych firmy Elektrownie Wodne Sp. z o.o. leżących na rzekach: Brda, Wda, Gwda, Rega, Myślia, Drawa i Obra. Ponadto w skład zespołu wchodzi uruchomiona w 2009 roku Biogazownia Liszkowo na odpady pochodzenia roślinnego o mocy 2,1 MW.
Elektrownie wchodzące w skład zespołu:
| - Elektrownia Wodna Koronowo - Elektrownia Wodna Tryszczyn - Elektrownia Wodna Smukała - Elektrownia Wodna Żur - Elektrownia Wodna Gródek - Elektrownia Wodna Podgaje - Elektrownia Wodna Jastrowie - Elektrownia Wodna Ptusza - Elektrownia Wodna Dobrzyca - Elektrownia Wodna Piła-Koszyce | - Elektrownia Wodna Rejowice - Elektrownia Wodna Likowo - Elektrownia Wodna Trzebiatów - Elektrownia Wodna Trzebiatów II - Elektrownia Wodna Płoty - Elektrownia Wodna Prusinowo - Elektrownia Wodna Gucisz - Elektrownia Wodna Międzylesie - Elektrownia Wodna Kamienna - Elektrownia Wodna Bledzew |